# Salto (Sprung)

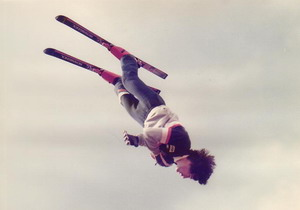
Salto beim Freestyle-Skiing

Der Salto (italienisch Sprung; Plural: Saltos oder Salti) ist eine azyklische, frei in der Luft ausgeführte Überschlagsbewegung aus der Akrobatik. Der Körper dreht sich dabei um eine horizontale Körperbreitenachse, die von links nach rechts durch den Körperschwerpunkt verläuft.

## Salto-Variationen
Ein Salto kann sowohl vorwärts als auch rückwärts in verschiedenen Variationen ausgeführt werden. Dabei unterscheiden sie sich meist nur in der Körperhaltung:
Gehockt
Angewinkelte Beine, Arme zu den Beinen gezogen.
Gebückt
Oberkörper nahe zu den gestreckten Beine gezogen.
Gestreckt
Ausgestreckte Beine, optional auch gestreckte Arme.
Eine Variante ist der Saltoweitsprung, bei dem es vor allem auf eine große Sprungweite ankommt.

## Ausführung

### Bewegungsbeschreibung des Saltos vorwärts am Boden
Akrobatische Übungen mit Salti sind bereits aus der Antike durch entsprechende Bilder auf Vasen dokumentiert. Die Biomechanik der Sprünge, vor allem der verschiedenen Salti, wurde erstmals von Archangelo Tuccaro (1599) beschrieben und analysiert. Sehr vereinfacht kann der Salto mit einem Strecksprung in der Luft verglichen werden, an dessen höchstem Punkt die Drehung stattfindet. Als azyklische Bewegung lässt er sich nach der Phasengliederung aus der Biomechanik in eine Vorbereitungsphase (Anlauf/Ausholbewegung/ Absprung), in eine Hauptphase (Bewegungsziel: Flug) und eine Endphase (Landung) einteilen.

#### Absprungphase
Die Flugbahn und die Flughöhe werden vom Absprung bestimmt und können danach nicht mehr verändert werden. Die Höhe ist wichtig um ausreichend Zeit für die Drehung um die eigene Achse zu haben. Deshalb ist eine möglichst korrekte Ausführung von hoher Bedeutung. Der Athlet geht beim Absprung kurz in die Hocke und streckt seine Beine wieder, um sich mit beiden Füßen vom Boden nach vorne abzudrücken. Um möglichst viel Schwung zu erzeugen, sollte die Streckbewegung der Beine durch die Bewegung der Arme unterstützt werden. Beim Absprung zieht die turnende Person die Arme ruckartig nach vorne über den Kopf, wodurch die Drehung eingeleitet wird. Damit es zu einer Vorwärtsrotation kommt, ist es wichtig, dass der Turner eine gewisse Körpervorlage beim Absprung besitzt. 

Animation eines Salto vorwärts

#### Flugphase
Es kommt zu der Drehung um ca. 300 Grad (aufgrund des schrägen Absprungs und Landung), in dem der Turner seine Körperhaltung verändert. Indem die Arme zu den Schienbeinen gezogen werden und man versucht sich so klein wie möglich zu machen, kommt es zur Drehung. Der Turner befindet sich in einer Hockstellung und dreht sich dadurch schneller. Im Flug kann der Salto nur durch Veränderung der Körperhaltung beeinflusst werden. Umso kleiner sich die Person macht und die Körperteile zum Körperschwerpunkt bringt, desto schneller dreht sie sich. Beispielsweise ist die Rotation bei einem gestreckten Salto langsamer als bei einem gehockten. Außerdem können in der Flugphase Schrauben mittels verschiedener Bewegungen der Arme eingeleitet werden.

#### Landephase
Um die Drehung wieder zu verlangsamen und mit dem Ziel wieder kontrolliert auf den Beinen zu landen und sein Gleichgewicht wiederherzustellen, muss der Turner seine Beine und Arme rechtzeitig wieder öffnen und die Hüfte strecken. Umso später man seine Extremitäten wieder öffnet, desto schwerer wird es auf den Beinen zu landen.
Das Erlernen und auch das Ausüben des Vorwärtssaltos impliziert Verletzungsrisiken. Anfangs ist es oft noch schwer das richtige Timing für die Landung zu treffen. Oft werden die Beine zu früh oder zu spät ausgestreckt. Kleingewachsenen Menschen fällt der Salto leichter als Großgewachsenen; sie haben einen günstigeren Quotienten „Kraft zu Masse“. Analog fällt er Schlanken leichter als Beleibten. Junge Menschen haben elastischere Knochen als ältere Menschen. Je härter der Untergrund, desto größer sind die Verzögerungskräfte bei der Landung. In Turnhallen befindet sich ein Schwingboden; dieser dämpft die Landung etwas. Rasen auf Sportplätzen dämpft die Landung nicht nennenswert.

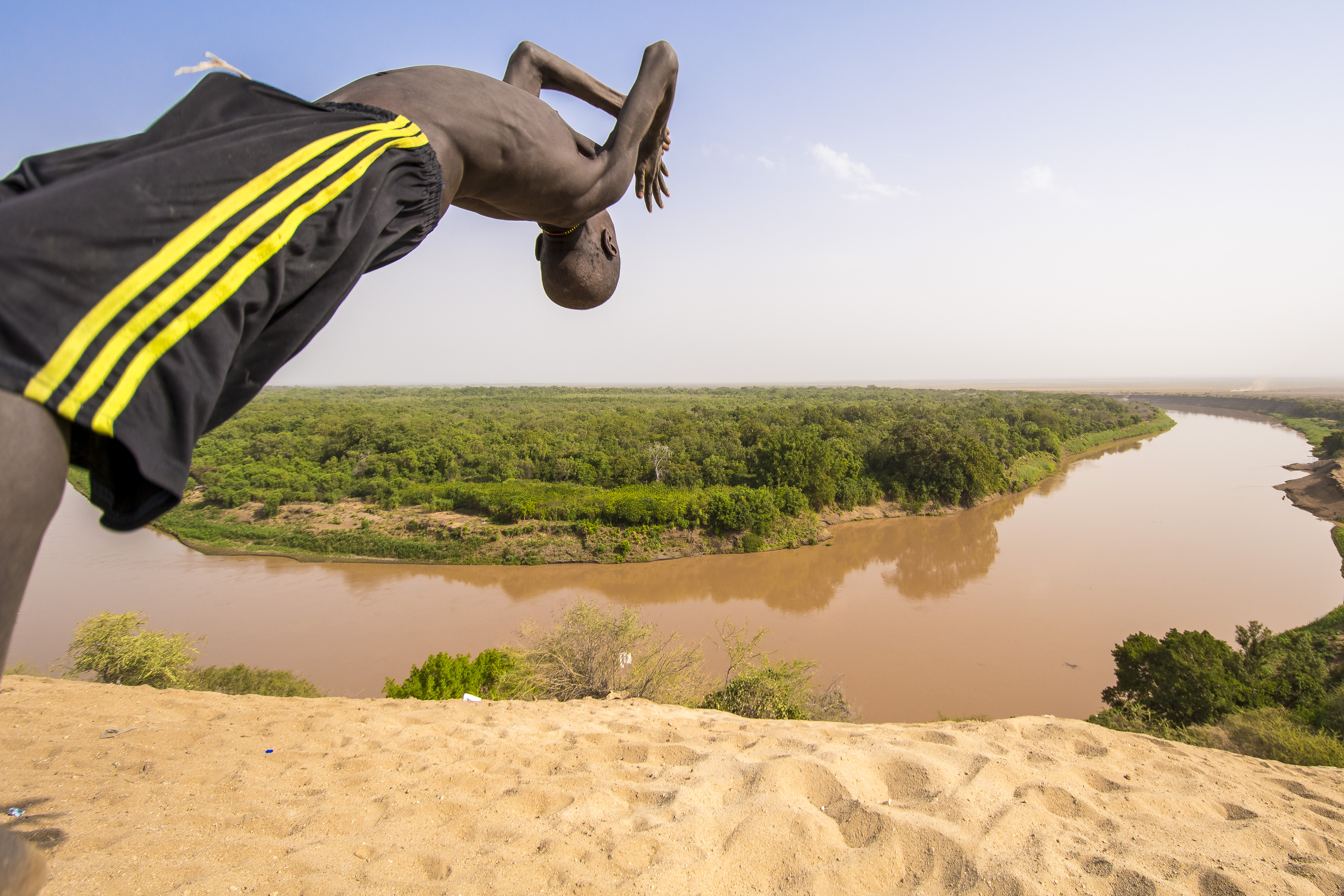
Rückwärtssalto

### Salto rückwärts
Der Rückwärtssalto gilt aufgrund seines Bewegungsablaufs als einfacher als der Salto vorwärts. Es fällt jedoch vielen schwer, „nach hinten“ zu springen. Der Sportler springt mit leicht vorgeneigtem Oberkörper beidbeinig ab und schwingt gleichzeitig die Arme hinter den Kopf. Der Körper wird mit der Bewegung der Arme in Rücklage gebracht. Während der nachfolgenden Steigephase des Körpers wird der Kopf in der Verlängerung der Wirbelsäule fixiert, ebenso werden die Arme hinter dem Kopf fixiert. Gegen Ende des Höhegewinns werden die Beine angehockt und der Körper rotiert um die Drehachse. Die Landung wird eingeleitet, indem Beine und Hüfte nach hinten unten geöffnet und die Arme schräg nach vorne gestreckt werden. Wenn man nicht schnell genug gedreht hat, landet man in Vorderlage und kann in der Regel die Landung mit den Armen abfedern.

## Sportarten
Es gibt verschiedene Formen und Variationen von Salti, beispielsweise Salti mit mehreren Schrauben beim Turnen oder mehrfache Salti beim Wasserspringen. Überschläge werden in verschiedenen Sportarten ausgeführt.

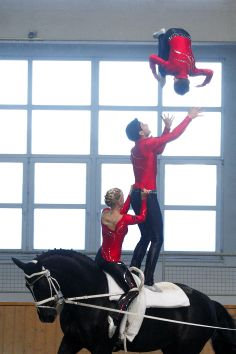
Variante beim Gruppenvoltigieren: geworfener Salto vorwärts

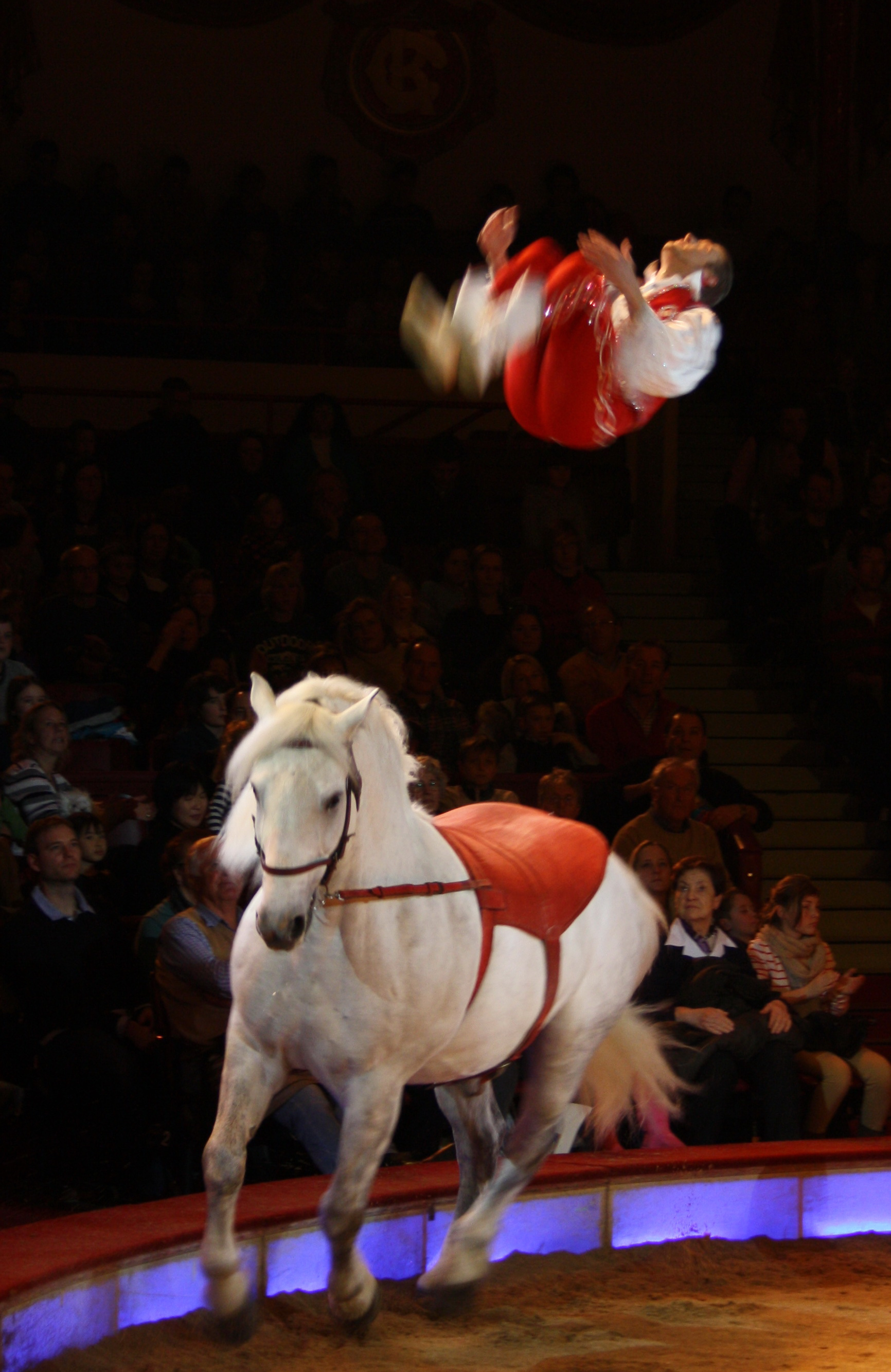
Salto auf einem Pferd in einer Zirkusvorstellung

Sportarten, bei denen der Mensch den Salto schlägt:
- Kunstturnen
- Trampolinturnen
- Wasserspringen
- Voltigieren
- Rock ’n’ Roll
- Breakdance
- Cheerleading
- Free Running
- Capoeira
- Tricking

Sportarten, bei denen der Mensch zusammen mit einem Sportgerät den Salto schlägt:
- Windsurfen
- Wellenreiten
- Kitesurfen
- Kajak Freestyle
- Freestyle-Skiing
- Bouncen
- BMX
- FMX

## Verwandte Übungen
Eine mit dem Salto verwandte Übung ist der Flickflack.
Beim Kunstflug ist der Looping mit dem Salto vergleichbar.
Schrauben sind ähnliche Übungen zu Saltos, dabei dreht sich die Person um die vertikale Körperachse.

## MortaleundNullo
- Ein Salto Mortale (Todessprung) ist eine häufig am Trapez in einem Zirkus gezeigte Variante des Saltos, bei der ein mehrfacher, meist drei- oder gar vierfacher Überschlag ausgeführt wird. Der erste Mensch, der nachweislich am Trapez einen Salto schlug, war Jules Léotard.
- Als Salto Nullo (von Null als Nichts) bezeichnen Sportler und Sportreporter scherzhaft die in Wettkämpfen verpasste Qualifikation von Sprungwettbewerben (Hochsprung, Stabhochsprung, Weitsprung, Dreisprung und ähnlichen) durch einen dreimaligen Fehlversuch.